# Brendan Fletcher
Brendan Fletcher (Comox Valley, 1981. december 15. –) kanadai színész.
Először gyermekszínészként szerzett elismerést: a Little Criminals című tévéfilmben való színészi debütálásáért Gemini-díjra jelölték, a Caitlin's Way című tévésorozatban játszott szerepéért pedig Leo-díjat nyert. 
Fletcher elsősorban problémás, excentrikus vagy zűrös karakterek alakításáról ismert, ezért karakterszínésznek számít. Olyan nagysikerű filmekben szerepelt, mint a Tideland, a Freddy vs. Jason, az Edwin Boyd , A visszatérő és a Vérapó. Uwe Boll Rampage trilógiájában főszerepet kapott, a tömeggyilkos Bill Williamsont alakítva. A Smallville, az Odaát, a The Pacific – A hős alakulat, a Bűnös utakon, a Hell on Wheels – Pokoli vadnyugat, a Szirén , A zöld íjász és a Superman és Lois című sorozatokban is feltűnt.

## Élete
1981. december 15-én született a kanadai Comox Valleyben, Brit Columbiában.

## Pályafutása
Színészi debütálása 1995-ben történt a CBC televíziós filmjében, a Little Criminalsben, amelyért Gemini-díjra is jelölték. Filmes munkái közé tartozik a Tideland, a Freddy vs. Jason, a Két testben – Elszabadulva, a Két testben – Újra és újra, The Five Senses, Air Bud, a Rampage trilógia, Tizennyolc, valamint a Law of Enclosures. Pattersont (becenevén "Stink") alakította a The Adventures of Shirley Holmes című sorozatban, Eric Andersont a Caitlin’s Way-ben, illetve Max szerepében tűnt fel az Odaát egyik epizódjában, valamint a Smallville nyolcadik évadában, mint Rudy Jones. Ő alakította PFC Bill Leydent az HBO The Pacific – A hős alakulat című minisorozatában, amely számos rangos elismerést kapott, köztük egy Peabody-díjat és nyolc Primetime Emmy-díjat.
Fletcher számos alkalommal dolgozott együtt Uwe Boll rendezővel, kezdve a 2002-es Kilenc áldozat című filmmel, majd a rendező ellentmondásos Rampage-trilógiájában a tömeggyilkos Bill Williamsont formálta meg. Visszatérő vendégszerepet kapott a Hell on Wheels – Pokoli vadnyugat című western drámasorozatban, és mellékszerepet játszott a Cardinal bűnügyi drámasorozatban. A kritikusok által elismert 2015-ös A visszatérő című westernfilmben Leonardo DiCaprio és Tom Hardy oldalán tűnt fel.
Fletcher számos elismerést kapott alkotásaiért, összesen 4 Gemini-díj, 4 Leo-díj és 2 Genie-díj jelölést szerzett. Ebből 2 Gemini-díjat, 1 Leo-díjat és 1 Genie-díjat nyert.
2018 szeptemberében Stanley Dovert játszotta A zöld íjász hetedik évadában.
2021-ben Fletcher alakította Arlen Scarlettet a Joe Pickett című tévésorozatban.

## Filmográfia

### Film
| Év   | Magyar cím                       | Eredeti cím                      | Szerep                            | Magyar hang      |
| ---- | -------------------------------- | -------------------------------- | --------------------------------- | ---------------- |
| 1997 | Szájkosaras kosaras              | Air Bud                          | Larry Willingham                  |                  |
| 1999 | Az öt érzék                      | The Five Senses                  | Rupert                            |                  |
| 1999 | Jimmy Zip                        | Jimmy Zip                        | Jimmy Zip                         |                  |
| 1999 | Apám angyala                     | My Father's Angel                | Vlada                             |                  |
| 1999 |                                  | Rollercoaster                    | Stick                             |                  |
| 1999 | Nyárs vége                       | Summer's End                     | Hunter Baldwin                    |                  |
| 2000 | Trixie                           | Trixie                           | CD tolvaj                         |                  |
| 2000 |                                  | The Law of Enclosures            | Henry                             |                  |
| 2001 | Kimondatlan                      | The Unsaid                       | Troy Pasternak                    |                  |
| 2001 |                                  | De grot                          | Arthur Nussbaum                   |                  |
| 2001 |                                  | Turning Paige                    | Jeff Simms                        |                  |
| 2002 | Kilenc áldozat                   | Heart of America                 | Ricky Herman                      | Simonyi Balázs   |
| 2003 | Freddy vs. Jason                 | Freddy vs. Jason                 | Mark Davis                        | Molnár Levente   |
| 2004 | Két testben – Elszabadulva       | Ginger Snaps 2: Unleashed        | Jeremy                            |                  |
| 2004 | Vágott verzió                    | The Final Cut                    | Michael                           |                  |
| 2004 | Két testben – Újra és újra       | Ginger Snaps Back: The Beginning | Finn                              |                  |
| 2004 |                                  | Everyone                         | Dylan                             |                  |
| 2004 | Halálvölgy                       | Death Valley                     | Johnny                            |                  |
| 2004 |                                  | Deadly Friends                   | Andrew Leyshon-Hughes             |                  |
| 2004 |                                  | Lucky Stars                      | Asaf                              |                  |
| 2005 | Egyedül a sötétben               | Alone in the Dark                | Cabbie                            | Seder Gábor      |
| 2005 |                                  | Paper Moon Affair                | Hart Turner                       |                  |
| 2005 | Tideland                         | Tideland                         | Dickens                           | Rába Roland      |
| 2005 | Tizennyolc                       | Eighteen                         | Jason Anders                      |                  |
| 2006 | Rumlis vakáció                   | RV                               | Howie                             |                  |
| 2006 |                                  | Black Eyed Dog                   | David                             |                  |
| 2007 | 88 perc                          | 88 Minutes                       | Johnny D'Franco                   | Tóth Roland      |
| 2007 |                                  | BloodRayne II: Deliverance       | Muller                            |                  |
| 2007 |                                  | The Green Chain                  | Dylan Hendrix                     |                  |
| 2008 | Hantahíradó                      | The Onion Movie                  | Tim, fehér fekete fickó           | Hamvas Dániel    |
| 2009 |                                  | Rampage                          | Bill Williamson                   |                  |
| 2011 |                                  | Blubberella                      | Nathaniel Gregor                  |                  |
| 2011 | BloodRayne: A Harmadik Birodalom | BloodRayne: The Third Reich      | Nathaniel Gregor                  | Kisfalusi Lehel  |
| 2011 |                                  | American Animal                  | James                             |                  |
| 2011 | Edwin Boyd                       | Citizen Gangster                 | Willie "A bohóc" Jackson          | Seszták Szabolcs |
| 2013 |                                  | Suddenly                         | Deputy Anderson                   |                  |
| 2013 |                                  | 13 Eerie                         | Josh                              |                  |
| 2014 |                                  | Rampage: Capital Punishment      | Bill Williamson                   |                  |
| 2014 |                                  | Altergeist                       | Jason                             |                  |
| 2014 |                                  | Leprechaun: Origins              | David                             |                  |
| 2015 | A visszatérő                     | The Revenant                     | Fryman                            | Törköly Levente  |
| 2016 |                                  | Rampage: President Down          | Bill Williamson                   |                  |
| 2016 |                                  | Lost Solace                      | Rob                               |                  |
| 2018 | Braven                           | Braven                           | Weston                            | Hám Bertalan     |
| 2018 |                                  | Open 24 Hours                    | Bobby                             |                  |
| 2018 |                                  | Distorted                        | Russell Curran                    |                  |
| 2018 | Éjjeli ragadozó                  | Night Hunter                     | Simon Stulls / Simon ikertestvére | Molnár Levente   |
| 2018 |                                  | F**k You All: The Uwe Boll Story | önmaga                            |                  |
| 2019 |                                  | Brotherhood                      | Arthur Lambden                    |                  |
| 2021 | Veszélyes                        | Dangerous                        | Massey                            | Gémes Antos      |
| 2022 | Vérapó                           | Violent Night                    | Krampusz                          | Takátsy Péter    |
| TBA  |                                  | Normal                           | ismeretlen szerep                 |                  |

Rövidfilmek
- Touch (2002) – Narrátor / Victim
- The Big Charade (2003) – Russ
- 21st Century Scott (2003) – Scott haverja
- Badass Thieves (2010) – Ethan
- Mercs (2017) – Ratt
- The Road (2019) – Matt

### Televízió
| Év         | Magyar cím                         | Eredeti cím                               | Szerep                              | Megjegyzés                                     |
| ---------- | ---------------------------------- | ----------------------------------------- | ----------------------------------- | ---------------------------------------------- |
| 1995       |                                    | Little Criminals                          | Des                                 | tévéfilm                                       |
| 1995       |                                    | The Marshal                               | Lincoln 'Link' Fetter               | 1 epizód                                       |
| 1996       | A halálerdő                        | Dead Ahead                                | Doug Loch                           | - tévéfilm - magyar hangja: - Polgár Péter     |
| 1996       | Libabőr                            | Goosebumps                                | Grady Tucker                        | 2 epizód                                       |
| 1996-2000  |                                    | The Adventures of Shirley Holmes          | Sterling 'Stink' Patterson          | mellékszereplő (1–4. évad)                     |
| 1997       |                                    | Keeping the Promise                       | Matthew Hallowell                   | tévéfilm                                       |
| 1997       | Járvány                            | Contagious                                | Brian                               | tévéfilm                                       |
| 1997       |                                    | High Stakes                               | Sean                                | tévéfilm                                       |
| 1997       |                                    | Nothing Sacred                            | Mark                                | 1 epizód                                       |
| 1997       | Ámokfutó kamionok                  | Trucks                                    | Logan Porter                        | - tévéfilm - magyar hangja: - Glósz Viktor     |
| 1998       |                                    | Millennium                                | Alex Hanes                          | 1 epizód                                       |
| 1998       |                                    | Floating Away                             | Brad                                | tévéfilm                                       |
| 1998       |                                    | Welcome to Paradox                        | Rudy                                | 1 epizód                                       |
| 1998       |                                    | The Crow: Stairway to Heaven              | Jesse Hickock                       | 1 epizód                                       |
| 1998, 2001 | A halottkém                        | Da Vinci's Inquest                        | William Turner, Gary                | 2 epizód                                       |
| 1999       | Nyár vége                          | Summer's End                              | Hunter Baldwin                      | tévéfilm                                       |
| 1999       |                                    | Family Blessings                          | Joey Reston                         | tévéfilm                                       |
| 1999       |                                    | Dead Man's Gun                            | Walter                              | 1 epizód                                       |
| 2000       |                                    | Scorn                                     | Derik                               | tévéfilm                                       |
| 2000–01    |                                    | Caitlin's Way                             | Eric Anderson                       | főszereplő (1-2. évad)                         |
| 2001       |                                    | Anatomy of a Hate Crime                   | Aaron McKinney                      | tévéfilm                                       |
| 2001       | Halott ügyek                       | Cold Squad                                | Will Lutz                           | 1 epizód                                       |
| 2001       |                                    | Night Visions                             | Shane Watkins                       | 1 epizód                                       |
| 2001       |                                    | Dice                                      | Alasdair MacCrae                    | minisorozat                                    |
| 2002       |                                    | Breaking News                             | Daryl Higgins                       | 1 epizód                                       |
| 2002       |                                    | 100 Days in the Jungle                    | Bean                                | tévéfilm                                       |
| 2003       |                                    | The Death and Life of Nancy Eaton         | Andrew Leyshon-Hughes               | tévéfilm                                       |
| 2003       |                                    | Tom Stone                                 | Private Stevie Hasting              | 1 epizód                                       |
| 2003       |                                    | Jake 2.0                                  | MacP                                | 1 epizód                                       |
| 2003       | Tru Calling – Az őrangyal          | Tru Calling                               | Derek De Luca                       | 1 epizód                                       |
| 2004       |                                    | Touching Evil                             | Vince                               | 1 epizód                                       |
| 2004       |                                    | The Collector                             | Pizzafutár / Az ördög               | 1 epizód                                       |
| 2005       | Borotvaélen                        | Tripping the Wire: A Stephen Tree Mystery | Paul Small                          | tévéfilm                                       |
| 2005       |                                    | Intelligence                              | Bobbie                              | tévéfilm                                       |
| 2006       | Odaát                              | Supernatural                              | Max Miller                          | 1 epizód                                       |
| 2006       | A horror mesterei                  | Masters of Horror                         | Strauss helyettes                   | 1 epizód                                       |
| 2006       |                                    | Saved                                     | Steve Fembley                       | 1 epizód                                       |
| 2006       | Végzetes bankrablás'               | Rapid Fire                                | Billy                               | tévéfilm                                       |
| 2007       | CSI: A helyszínelők                | CSI: Crime Scene Investigation            | Lionel Dell / Mitchell Douglas      | 1 epizód                                       |
| 2008       | Ogre – Az elátkozott város titka   | Ogre                                      | Stephen Chandler                    | - tévéfilm - magyar hangja: - Joó Gábor        |
| 2008       |                                    | The Capture of the Green River Killer     | Bobby                               | minisorozat                                    |
| 2009       | Hetedik érzék                      | The Listener                              | Taz                                 | 1 epizód                                       |
| 2009       | Smallville                         | Smallville                                | Parazita / Rudy Jones               | 1 epizód                                       |
| 2009       |                                    | The Guard                                 | Owen                                | 1 epizód                                       |
| 2009       |                                    | Defying Gravity                           | Russell Zachary                     | 1 epizód                                       |
| 2009       |                                    | Flashpoint                                | Kevin                               | 1 epizód                                       |
| 2009       | Heartland                          | Heartland                                 | Liam                                | 1 epizód                                       |
| 2010       | The Pacific – A hős alakulat       | The Pacific                               | Bill Leyden közlegény               | - minisorozat - magyar hangja: - Balázs Zoltán |
| 2010       |                                    | Shattered                                 | Rick Baker                          | 1 epizód                                       |
| 2010       | Füstfüggöny                        | Smoke Screen                              | Pat Jr.                             | tévéfilm                                       |
| 2011       |                                    | Endgame                                   | Merritt Singer                      | 1 epizód                                       |
| 2012       |                                    | Hannah's Law                              | Zechariah Stitch                    | tévéfilm                                       |
| 2012       |                                    | Ring of Fire                              | Samuel Janen                        | minisorozat                                    |
| 2012       |                                    | Alcatraz                                  | Joe Limerick                        | 2 epizód                                       |
| 2013       |                                    | Whisper of Fear                           | Tim                                 | tévéfilm                                       |
| 2013       |                                    | King & Maxwell                            | Dax Walters                         | 1 epizód                                       |
| 2013       | Gyilkosság                         | The Killing                               | Goldie                              | mellékszereplő (3. évad)                       |
| 2014       | Bűnös utakon                       | Rogue                                     | Spud                                | főszereplő (2. évad)                           |
| 2014       |                                    | The Grim Sleeper                          | Morales                             | tévéfilm                                       |
| 2014       | Hell on Wheels – Pokoli vadnyugat  | Hell on Wheels                            | Dultey                              | mellékszereplő (4. évad)                       |
| 2014       | Bates Motel – Psycho a kezdetektől | Bates Motel                               | Kyle                                | 1 epizód                                       |
| 2014       | A kísértetek órája                 | The Haunting Hour: The Series             | Seamus                              | 1 epizód                                       |
| 2014       |                                    | Gracepoint                                | Lars Pierson                        | minisorozat                                    |
| 2017       |                                    | Cardinal                                  | Eric Fraser                         | mellékszereplő (1. évad)                       |
| 2017       | iZombie                            | iZombie                                   | Zombie Truther / Spence             | mellékszereplő (3. évad, 3 epizód)             |
| 2018–19    | A zöld íjász                       | Arrow                                     | Stanley Dover / Csillagváros vadász | mellékszereplő (7. évad, 7 epizód)             |
| 2019       | Szirén                             | Siren                                     | Rick Marzden                        | mellékszereplő (2. évad)                       |
| 2021       | Superman és Lois                   | Superman & Lois                           | Thaddeus Killgrave                  | 1 epizód                                       |
| 2021       |                                    | Joe Pickett                               | Arlen Scarlett                      | mellékszereplő                                 |
| 2022       | Billy, a kölyök                    | Billy the Kid                             | George Coe                          | 2 epizód                                       |
| 2023       | The Last of Us                     | The Last of Us                            | Robert                              | - 1 epizód - magyar hangja: - Kisfalusi Lehel  |
| 2023       | Fargo                              | Fargo                                     | Fegyverüzlet eladó                  | 1 epizód                                       |
| 2025       | Reacher                            | Reacher                                   | Harley                              | 3 epizód                                       |